# Dicranomyia (Dicranomyia) melanderi tharpiana
Dicranomyia (Dicranomyia) melanderi tharpiana is een ondersoort van de tweevleugelige Dicranomyia (Dicranomyia) melanderi uit de familie steltmuggen (Limoniidae). De ondersoort komt voor in het Nearctisch gebied.